# Cirrus castellanus
Il cirrus castellanus, (abbreviazione Ci cas), è una delle specie in cui possono presentarsi le nubi del tipo cirro, che si formano ad altitudini piuttosto elevate.
Il nome castellanus deriva dall'aspetto che queste nubi tendono ad assumere, che ricorda una serie di torrette di un castello medievale che si innalzano da una base più bassa. Queste nubi turriformi isolate tendono a formare delle linee e possono svilupparsi più in altezza che in larghezza,  dando luogo a formazioni piuttosto dense.